# Glattwalzen
Das Glattwalzen ist ein Umformverfahren zur Erzeugung spiegelglatter Oberflächen oder solcher mit einer definierten Oberflächenstruktur. Das Verfahren wird angewendet, wenn bei einem metallischen Bauteil eine hohe Oberflächengüte gefordert oder die gewünschte Oberflächengüte durch Zerspanung nicht prozesssicher erreichbar ist. Beschrieben wird das Verfahren u. a. in der Richtlinie 2032 des VDI von 1975. Diese 2015 zurückgezogene Richtlinie behandelte auch ein zerspanendes Verfahren unter der Bezeichnung Rollieren. In der Praxis jedoch ist mit Rollieren fast immer Glattwalzen gemeint.
Beim Glattwalzen entsteht an der Kontaktstelle zwischen dem Glattwalzwerkzeug und der Werkstückoberfläche eine Kontaktspannung, die beim Überschreiten der Werkstoffstreckgrenze eine plastische Verformung hervorruft. Die Rauheitsspitzen werden annähernd senkrecht zur Oberfläche niedergedrückt, und der Materialfluss hebt die Rauheitstäler entsprechend von unten her an. Die Glättung erfolgt somit durch das plastische Fließen der oberflächennahen Werkstoffschicht und nicht durch Abtragen, „Umbiegen“ oder „Umbördeln“ der Spitzen des Rautiefengebirges.

## Vorteile
Das Glattwalzen ist ein Verfahren, das im Rautiefenbereich Rz < 10 µm technische und wirtschaftliche Vorteile bietet. Die durch Glattwalzen erzeugten Oberflächen zeichnen sich durch einen hohen Profiltraganteil aus.
Weitere Vorteile sind:
- geringe Rauheit (Rz < 1 µm / Ra < 0,1 µm) oder definierte Rauheit
- geringe Reibung
- erhöhte Verschleißfestigkeit
- abgerundetes Oberflächenprofil
- Zunahme der Randschichthärte durch Kaltverfestigung.

Je nach Anwendungsfall ist bei einer Umstellung von Schleifen, Polieren oder Honen auf Glattwalzen eine Reduzierung der Fertigungskosten um über 50 Prozent möglich. Dies lässt sich zum einen dadurch erklären, dass auf teure Nachbearbeitungen verzichtet werden kann. Zum anderen sind deutlich niedrigere Bearbeitungszeiten und eine Fertigbearbeitung der Bauteile in einer Aufspannung z. B. auf einer Drehmaschine möglich. Dadurch entfallen Kosten für zusätzliche Maschinen, und Haupt- und Rüstzeiten können extrem reduziert werden. Es entstehen weder Späne noch Schleifschlamm, was die Umweltbelastung, die Entsorgungskosten sowie den Verschleiß von Lagern und Führungsbahnen der Maschinen deutlich reduziert.

## Einsatzgebiete
Die Einsatzgebiete des Glattwalzens reichen vom allgemeinen Maschinenbau, dem Automobil- und Flugzeugbau, dem Motorenbau bis hin zur Kraftwerks- und Medizintechnik. Die Glattwalzwerkzeuge eignen sich für den Einsatz auf nahezu jeder Werkzeugmaschine (z. B. konventionellen bzw. CNC-gesteuerten Drehmaschinen, Bohrwerken, Bearbeitungszentren, Tieflochbohrmaschinen).

## Verwandte Verfahren
Das Glattwalzen ist ein dem Festwalzen verwandtes Verfahren. Wie beim Festwalzen wird die Randschicht in gleicher Weise mit Hilfe einer oder mehrerer Rollen bzw. Kugeln plastifiziert und umgeformt. Es unterscheidet sich vom Festwalzen im Wesentlichen in der Zielsetzung. Während beim Glattwalzen eine bestimmte Oberflächengüte in Form eines spezifischen Rauhigkeitswertes erzielt werden soll, so steht beim Festwalzen die Erhöhung der Betriebsfestigkeit im Vordergrund. Diese Steigerung der Bauteillebensdauer basiert zwar auch auf einer Glättung der Oberfläche, jedoch haben die erzielte Kaltverfestigung und die Induzierung von Druckeigenspannung in die Randzone einen deutlich signifikanteren Einfluss auf die Steigerung der Bauteillebensdauer.
Ein weiterer Unterschied zwischen beiden Verfahren liegt in der Qualitätsprüfung. Diese ist beim Glattwalzen simpel durch z. B. eine taktile Messung der Oberflächengüte durchzuführen. Beim Festwalzen jedoch lassen sich Parametereinflüsse durch Lebensdaueruntersuchungen, Messungen von Eigenspannungstiefenverläufen usw. nur durch Zerstörung des Bauteils verifizieren.
Auch die Qualitätskorrektur ist in dieser Hinsicht zwischen beiden Verfahren unterschiedlich. Beim Glattwalzen lässt sich ein nicht erreichter Oberflächenkennwert in den meisten Fällen durch einen wiederholten Bearbeitungsprozess erzielen. Beim Festwalzen müsste das Wiederholen eines Bearbeitungsprozesses im Grunde durch Tests und Untersuchungen verifiziert werden, was nur durch zerstörende Prüfverfahren realisierbar ist und das Festwalzen somit nicht wiederholbar ist. Für einen Serienprozess ist hier deshalb darauf zu achten, vorher definierte Bearbeitungsparameter (Festwalzkraft, Vorschub etc.) strikt einzuhalten. Besonders beim Festwalzen von sicherheitsrelevanten Bauteilen ist eine Prozessüberwachung zu empfehlen, wenn nicht sogar unabdingbar.

## Varianten
Für das Glattwalzen sind unterschiedliche Prozesskinematiken realisierbar. Die einfachste Variante ist das Walzen im Einstichverfahren. Hierbei wird die Oberfläche an einer axialen Position mit der Rolle oder der Kugel kontaktiert, die Walzkraft über einige Umdrehungen aufgebaut und dann über mehrere Umdrehungen auf konstantem Level übertragen. Am Ende der Bearbeitung wird über einige abschließende Umdrehungen die Walzkraft wieder abgebaut. Der Auf- und Abbau der Walzkraft hat eine starke Relevanz, da es sonst zu Spannungsgradienten in der Randzone des Bauteils kommen kann und somit ein frühzeitiger Ausfall des Bauteils begünstigt würde. Diese Kinematik wird primär für das Festwalzen angewendet, um z. B. Kerbwirkungen an Absätzen von wellenförmigen Bauteilen durch das Festwalzen zu eliminieren.
Durch das Hinzuschalten eines Vorschubs wird das Walzen im Vorschubverfahren durchgeführt, um z. B. zylindrische Flächen einfach und schnell bearbeiten zu können.
Werkzeuge mit hydrostatisch gelagerten Kugeln ermöglichen auch das Bearbeiten von ebenen und Freiformflächen. Hierbei wird der Wälzkörper in Form einer Kugel über ein Nachführsystem geführt. Der Anwender ist dadurch in der Lage, unterschiedlichste Bauteiltoleranzen und Maschinenelastizitäten in einem definierten Bereich zu kompensieren, ohne auf eine kontinuierlich konstante Walzkraft auf die Oberfläche verzichten zu müssen. Dies ermöglicht die Bearbeitung komplexer Geometrien mit immer gleich bleibender Prozessqualität. Besonders bei Bauteilen, die höchsten Sicherheitsanforderungen unterliegen, kommen nur kraftgesteuerte Werkzeuge zum Glatt- oder Festwalzen in Frage.
Das Prinzip dieser hydrostatischen Werkzeuge zum Glatt- und Festwalzen ermöglicht außerdem das Bearbeiten von Komponenten mit einer hohen Ausgangshärte. Werkzeuge mit mechanisch gelagerten Wälzkörpern werden in der Regel nur bis zu Ausgangshärten von 45 HRC (Rockwellhärte) eingesetzt. Über diese Härte hinaus wäre unter anderem der Verschleiß ein nicht zu vernachlässigender Nachteil. Mit den Werkzeugen, die eine hydrostatisch gelagerte Kugel besitzen, sind allerdings Ausgangshärten von bis zu 65 HRC noch bearbeitbar. Selbst bei derartigen Bedingungen ist immer noch eine Oberflächenglättung, eine Kaltverfestigung und die Induzierung von Druckeigenspannungen in die Bauteilrandzone möglich.